# P/2014 R5 (Lemmon-PANSTARRS)
P/2014 R5 (Lemmon-PANSTARRS) — одна з короткоперіодичних комет сім'ї Юпітера. Ця комета була відкрита 14 вересня та 19 вересня 2014 року; вона мала 19.1m та 20.5m на час відкриття.